# Annobonese
L'Annobonese o creolo annobonese, localmente conosciuto come Fa d'Ambu o Fá d'Ambô, è una lingua creola parlata principalmente nell'isola di Annobón, nella Guinea Equatoriale. In Spagnolo è conosciuto come annobonense o annobonés.

## Origini
Il creolo di Annobón affonda le sue radici nelle diverse origini linguistiche e culturali dei suoi abitanti. L'isola infatti venne popolata sia da coloni portoghesi che meticci e schiavi provenienti da São Tomé e Príncipe e dall'Angola. Successivamente poi l'isola passò sotto la dominazione coloniale spagnola, risentendo così un'ulteriore influenza culturale. Nonostante infatti l'uso ufficiale della lingua spagnola, l'Annobonese conservò forti influenze con gli altri idiomi creolo-portoghesi figli non solo del passato storico del territorio ma anche della vicinanza geografica con São Tomé. L'Annobonese presenta diverse somiglianze non solo con il forro di São Tomé, ma con le lingue creole della Guinea-Bissau e di Capo Verde.

## Caratteristiche
L'Annobonese è strettamente imparentato (82%) con la lingua forro, parlato in gran parte dell'isola di São Tomé. Sono presenti anche alcuni retaggi (10%) della lingua spagnola.